# مریم‌گلی آفریقایی
مریم‌گلی آفریقایی (نام علمی: Salvia africana) نام یک گونه از سرده مریم‌گلی است.